# Rathaus (Rossach)

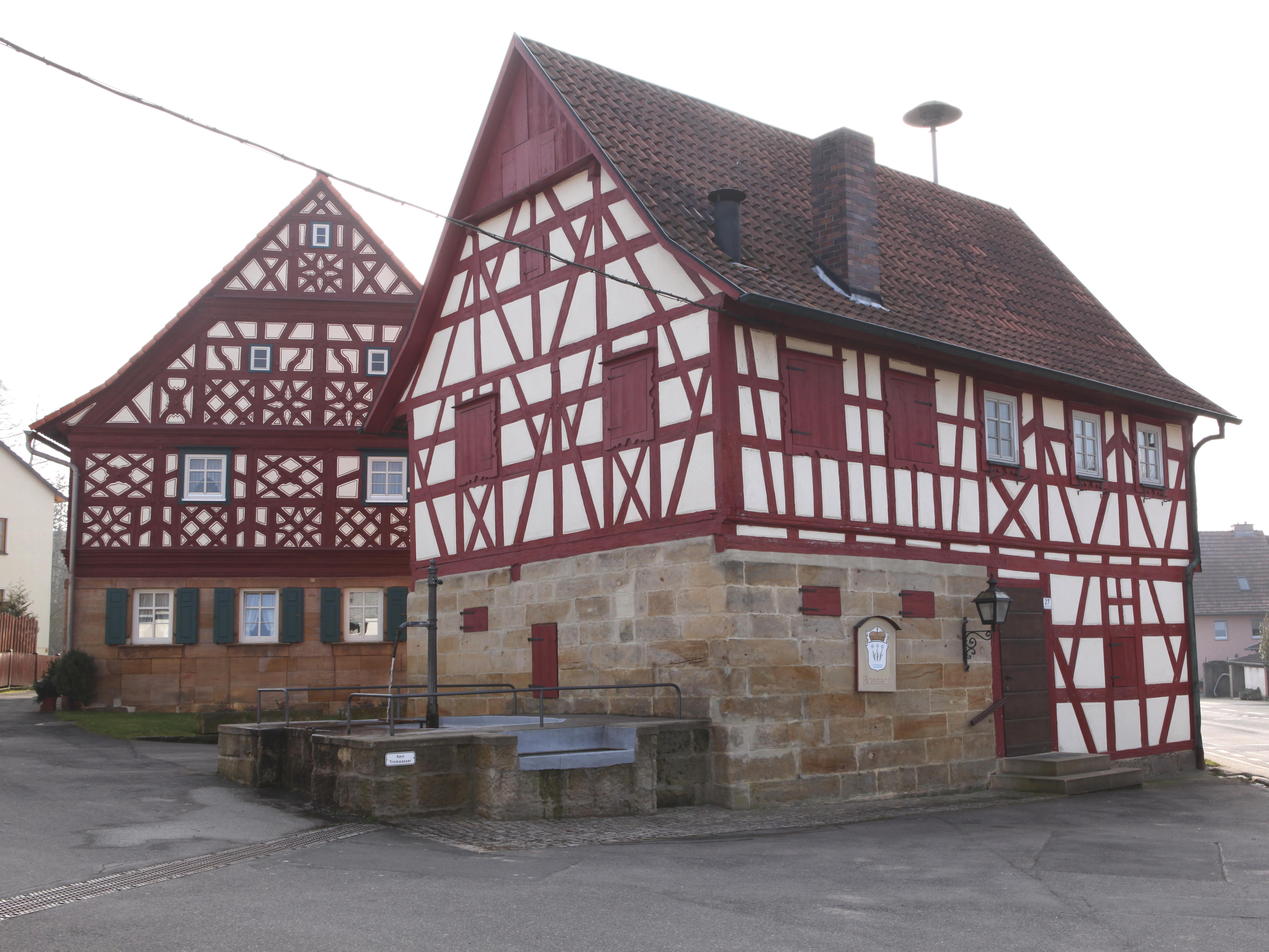
Ehemaliges Rathaus in Rossach

Das Rathaus in Rossach, einem Ortsteil der Gemeinde Großheirath im oberfränkischen Landkreis Coburg in Bayern, wurde im 18. oder 19. Jahrhundert errichtet. Das ehemalige Rathaus an der Coburger Straße 27 ist ein geschütztes Baudenkmal. 
Der zweigeschossige Satteldachbau in Fachwerkbauweise ist geschmückt mit Mannfiguren und Andreaskreuzen.